# Lista de membros correspondentes da Academia Brasileira de Ciências empossados em 2004
Esta lista contém os nomes dos membros correspondentes da Academia Brasileira de Ciências empossados em 2004. 
| Imagem | Nome                          | Datas de nascimento e falecimento           | Local de nascimento | Área de especialização | Alma mater                            | Data de posse       | Conhecido por | Referências |
| ------ | ----------------------------- | ------------------------------------------- | ------------------- | ---------------------- | ------------------------------------- | ------------------- | --- | ----------- |
|        | Denise Paulin                 | 09 de dezembro de 1937                      | França              | Ciências Biomédicas    |                                       | 01 de junho de 2004 | | [ 2 ]       |
|        | Hans-Joachim Freund           | 03 de abril de 1951                         | Alemanha            | Ciências da Engenharia | Universidade de Colônia, Alemanha     | 01 de junho de 2004 | | [ 3 ]       |
|        | Harold Rosenberg              | 19 de fevereiro de 1941                     | Nova Iorque, EUA    | Ciências Matemáticas   |                                       | 01 de junho de 2004 | | [ 4 ]       |
|        | Leslie Bethell                | 02 de dezembro de 1937                      | Inglaterra          | Ciências Sociais       | Universidade de Londres, Reino Unido  | 01 de junho de 2004 | Foi eleito sócio correspondente da Academia Brasileira de Letras (2010), ocupando a vaga deixada pelo português José Saramago. | [ 5 ]       |
|        | Ludwig Dmitrievich Faddeev    | 23 de março de 1934 26 de fevereiro de 2017 | Leningrado, Rússia  | Ciências Físicas       |                                       | 01 de junho de 2004 | Fantasmas de Faddeev-Popov e es:Ecuaciones de Faddeev                                                                          | [ 6 ]       |
|        | Roy Edward Bruns              | 10 de setembro de 1941                      | EUA                 | Ciências Químicas      | Universidade de Illinois, EUA         | 01 de junho de 2004 | | [ 7 ]       |
|        | Rudolph Allard Johannes Trouw | 29 de janeiro de 1944                       | Haia, Países Baixos | Ciências da Terra      | Universidade de Leiden, Países Baixos | 01 de junho de 2004 | | [ 8 ]       |